# 王安 (计算机科学家)
王安（1920年2月7日—1990年3月24日），美籍華裔電腦科学家，王安电脑公司创办人，磁芯記憶體發明的重要貢獻者。

## 生平
王安出生于中華民國上海，江苏昆山玉山镇人，童年时代在昆山度过。曾就读于昆山近民小学（今昆山第一中心小学）、昆山县立中学（今昆山市第一中学），1933年考入江苏省立上海中学。1936年，又以入学考试第一名的成绩进入国立交通大学电机系。1948年，获哈佛大学应用物理博士学位。他在磁芯記憶體领域的发明专利共有34项之多。1951年，王安在美國波士頓南區创办「王安实验室」（Wang Laboratories）。1955年，王安实验室更名為「王安电脑有限公司」。1976年，王安电脑推出了电子文字处理机。1978年，王安电脑成为当时世界上最大的文字处理机生产商。20世纪80年代，王安电脑达到顶峰，王安也成为美籍华人首富，并一度成为美国第五大富豪。
1990年3月24日，王安因食道癌在麻省总医院逝世，享年70岁。死後王安公司迅速解体。

### 專利
- 美國專利2708722，“脈衝傳輸控制裝置”，提出1949年10月21日，發行1955年5月17日
- 美國專利3402285，“計算裝置”（用對數計算），提交1964年9月22日，發行1968年9月17日
- 美國專利4145739，“分佈式數據處理系統”，提交1977年6月20號，發布1979年3月20日。
- 美國專利4294550，表意文字打字機。1981年10月13日
- 美國專利4297042，螺旋打印頭的機制。1981年10月27日
- 美國專利4386864，選擇紙張插入和餵養方式對個別頁打印裝置。1983年6月7日
- 美國專利4489419，數據通信系統。1984年12月18日
- 美國專利4508463，高密度點陣打印機。1985年4月2日
- 美國專利4514063，文檔掃描儀定位裝置。1985年4月30號
- 美國專利4587633，通信終端管理系統。1986年5月6日
- 美國專利4595921，投票演算法，以確定服務需求。1986年6月17日
- 美國專利4638118，手寫板。1987年1月20日
- 美國專利4712795，遊戲球拍。1987年12月15日
- 美國專利5129061，綜合文件訪問和處理終端，圖形和文字數據緩衝器。1992年7月7日
- 美國專利5334976，鍵盤與手指和手寫筆actuable - actuable鍵。1994年8月2日